# Зураб
Зураб — мужское личное имя персидского происхождения, распространённое в Грузии, а также у многих народов Северного Кавказа: абазин, аварцев, адыгов, балкарцев, ингушей, карачаевцев, лакцев, чеченцев.

## Происхождение и распространение
Имя Зураб происходит от персидского слова, означающего «рубин». В персидском языке также употреблялось в качестве личного имени и звучало как Сухраб. Имя получило распространение благодаря эпосу «Шахнаме» и его грузинской версии «Ростомиани», где имя Сухраб носил сын Ростема. По данным Автандила Сигаладзе и Анзора Тотадзе на 1997 год, имя Зураб (груз. ზურაბ) находится на третьем месте по распространённости в Грузии после имён Георгий и Давид.   
В двадцатом веке широко распространилось в Абхазии, наряду с другими грузинскими именами:  Нугзар, Гурам, Ражден, Нанули, Манана, Этери — однако после обострения грузино-абхазских отношений популярность грузинских имён пошла на спад.  
Среди осетин встречается преимущественно в Южной Осетии по причине нахождения самопровозглашенной республики в составе Грузии и культурного влияния грузин.

## Формы
В осетинском языке имеет форму Зурап, в карачаево-балканском — Зураф, в ингушском — Зурап или Зурпа.  
В грузинском языке от имени Зураб существуют производные Зура и Зурико. 

## Фамилии
От имени Зураб происходят фамилии Зурабов, Зурабиани, Зурабишвили.  

## В литературе
Имя Зураб в форме Зурико или Зурикела носит главный герой романа Нодара Думбадзе «Я, бабушка, Илико и Илларион». В последней главе романа упоминается его полное имя — Зураб Владимирович Вушаломидзе.